# Jan Tratnik
Jan Tratnik, slovenski kolesar, * 23. februar 1990, Ljubljana
Tratnik je svojo prvo zmago dosegel leta 2010  na manjši dirki Gran Premio della Liberazione, prvo  v Svetovni seriji pa je dosegel leta 2019 na prologu Dirke po Romandiji, ko je bil za sekundo hitrejši od Primoža Rogliča. Štirikrat je bil državni prvak v vožnji na čas in enkrat v cestni dirki. Svojo prvo in edino zmago na Grand Touru je dosegel v 16. etapi na Dirki po Italiji leta 2020. Leta 2024 je kot prvi slovenski kolesar zmagal na enodnevni klasični dirki Omloop Het Nieuwsblad. Od leta 2025 vozi za kolesarsko ekipo razreda UCI WorldTeam Red Bull–Bora–Hansgrohe.
Živi v Idriji.

## Rezultati
2009
3. Vožnja na čas, Državno prvenstvo U-23 v vožnji na čas
5. Trofej Poreč
10. Skupni seštevek Velika nagrada Portugalske
2010
1. Gran Premio della Liberazione
2. Skupni seštevek Giro delle Regioni
3. Cestno prvenstvo, Državno prvenstvo U-23 v cestni vožnji
4. Spomladanski pokal Istre
2012
1.  Cestna dirka, UEC Evropsko prvenstvo U-23 v cestni vožnji
2. Vožnja na čas, Državno prvenstvo U-23 v vožnji na čas
4. Ro.e van Vlaa.eren Beloften
7. Trofeo Banca Popolare di Vicenza
9. Central European Tour Budapest GP
2014
3. Central European Tour Budapest GP
4. Skupni seštevek Oberösterreich Ru.fahrt
4. Central European Tour Košice–Miskolc
5. Banjaluka–Beograd II
5. Raiffeisen Gra. Prix
6. Trofej Poreč
7. Gra. Prix Südkärnten
8. Višjegrajske 4 kolesarske dirke - VN Slovaške
9. GP Izola
2015
Državno prvenstvo v cestni vožnji
1.  Vožnja na čas
4. Cestna dirka
1.  Skupni seštevek East Bohemia Tour
1. 2.etapa
Dirka po Madžarski
1.  Točkovna klasifikacija
1. 5. etapa
1.  Točkovna klasifikacija Dirka po Avstriji
4. GP Adria Mobil
6. Višjegrajske 4 kolesarske dirke - VN Slovaške
10. Beograd–Banjaluka I
2016
1.  Cestno prvenstvo
1.  Skupni seštevek East Bohemia Tour
1.  Točkovna klasifikacija
1. etapa 2
1.  Točkovna klasifikacija Spomladanski pokal Istre
1.  Gorska razvrstitev Dirka po Sloveniji
2. Trofej Poreč
3. Rudi Altig Race
7. Skupni seštevek 2016 Okolo Slovenska
1. 5. etapa
9. GP Izola
2017
1.  Skupni seštevek 2017 Okolo Slovenska
1.  Točkovna klasifikacija
1. Prolog
3. Skupni seštevek Češka kolesarska dirka
4. Cestna dirka, Državno prvenstvo v cestnem kolesarstvu
8. Skupni seštevek Volta ao Alentejo
10. Vožnja na čas, UCI Svetovno prvenstvo v cestnem kolesarstvu
2018
Državna prvenstva
1.  Vožnja na čas
4. Cestna dirka
1. Volta Limburg Classic
1. 4. etapa (ITT) Settimana Internazionale di Coppi e Bartali
2. Skupni seštevek Tour de Luxembourg
2. Skupni seštevek Okolo Slovenska
3. Skupni seštevek CCC Tour - Grody Piastowskie
1. 1. etapa (ITT)
5. Brabantska puščica
9. Eschborn–Frankfurt
2019
1. Prologue Tour de Roma.ie
3. Vožnja na čas, Državno prvenstvo Slovenije v cestni dirki
8. Chrono des Nations
2020
1. 16. etapa Giro d'Italia
6. Vožnja na čas, Evropsko prvenstvo v cestni dirki
2021
Državno prvenstvo Slovenije v cestni dirki
1.  Vožnja na čas

## Pomembnejša tekmovanja

### Tritedenske etapne dirke
| Grand Tour        | 2017 | 2018 | 2019 | 2020 | 2021 | 2022 | 2023 | 2024 |
| ----------------- | ---- | ---- | ---- | ---- | ---- | ---- | ---- | ---- |
| Dirka po Italiji  | 106  | —    | —    | 62   | 70   | DNF  | —    | 34   |
| Dirka po Franciji | —    | —    | 93   | —    | —    | 72   |      | —    |
| Dirka po Španiji  | —    | —    | —    | —    | 94   | —    | 38   |      |